# Radical 107
El radical 107, representado por el carácter Han 皮, es uno de los 214 radicales del diccionario de Kangxi. En mandarín estándar es llamado 皮部, (pí　bù,　«radical “piel”»); en japonés es llamado 皮部, ひぶ (hibu), y en coreano 피 (pi).
El radical «piel» aparece en algunas ocasiones en el lado izquierdo de los caracteres que clasifica (por ejemplo, en 皯). En otras ocasiones aparece en el lado derecho (por ejemplo, en 皸). Los caracteres clasificados bajo el radical 107 suelen tener significados relacionados con la piel. Como ejemplo de esto están: 皰, «espinilla»; 皺, «arruga».

## Nombres populares
- Mandarín estándar: 皮, pí, «piel».
- Coreano: 가죽피부, gajuk pi bu, «radical pi-piel».
- Japonés:　毛皮（けがわ）, kegawa, «piel de animal»; ひの皮（ひのかわ）, hi no kawa, «carácter kawa (piel) con pronunciación china hi» (para distinguirlo del radical 川, que también se pronuncia kawa en su lectura japonesa, pero tiene pronunciación china sen.
- En occidente: radical «piel».

## Galería
| Estilos antiguos                                 | Estilos antiguos                  | Estilos antiguos                        | Estilos antiguos                   | Estilos antiguos                   | Estilos empleados actualmente       | Estilos empleados actualmente  | Estilos empleados actualmente    | Estilos empleados actualmente   | Estilos empleados actualmente  |
|                                                  |                                   |                                         |                                    |                                    |                                     | 皮                             | 皮                               |                                 |                                |
| 甲骨文 jiǎgǔwén (escritura de huesos oraculares) | 金文 jīnwén (escritura de bronce) | 简帛 jiǎnbó (escritura de bambú y seda) | 篆文 zhuànwén (escritura de sello) | 篆文 zhuànwén (escritura de sello) | 隸書 lìshū (estilo de los escribas) | 楷書 kǎishū (estilo regular)   | 楷書 kǎishū (estilo regular)     | 行書 xǐngshū (estilo corriente) | 草書 cǎoshū (estilo de hierba) |
| 甲骨文 jiǎgǔwén (escritura de huesos oraculares) | 金文 jīnwén (escritura de bronce) | 简帛 jiǎnbó (escritura de bambú y seda) | 大篆 dàzhuàn (sello grande)        | 小篆 xiǎozhuàn (sello pequeño)     | 隸書 lìshū (estilo de los escribas) | 繁體／繁体 fántǐ (tradicional) | 简体／簡體 jiǎntǐ (simplificado) | 行書 xǐngshū (estilo corriente) | 草書 cǎoshū (estilo de hierba) |

## Caracteres con el radical 107

| trazos | carácter    |
| ------ | ----------- |
| + 0    | 皮          |
| + 3    | 皯          |
| + 5    | 皰 皱       |
| + 6    | 皲          |
| + 7    | 皳 皴       |
| + 8    | 皵          |
| + 9    | 皶 皷 皸 皹 |
| + 10   | 皺          |
| + 11   | 皻          |
| + 12   | 皼          |
| + 13   | 皽          |
| + 15   | 皾          |